# ديفيد جونسون (سياسي أمريكي)
ديفيد جونسون (بالإنجليزية: David Johnson)‏ هو قاضي ومحامي وسياسي أمريكي، ولد في 20 أكتوبر 1809 في الولايات المتحدة، وتوفي في 28 أبريل 1886. انتخب عضو مجلس نواب ميشيغان ‏.